# Gagelstrauch
Der Gagelstrauch (Myrica gale), auch Gagel oder Moor-Gagel und Talgstrauch, -busch sowie Talgbaum genannt, ist eine Pflanzenart in der Familie der Gagelstrauchgewächse (Myricaceae). Er ist in Nordamerika, Asien und als einziger Vertreter der Myricaceae in Europa im Nordwesten des Kontinents in Feuchtgebieten und Küstenregionen anzutreffen. Da der Bestandstrend u. a. im Zusammenhang mit der Entwässerung von Feuchtgebieten zur landwirtschaftlichen Urbarmachung stark rückgängig ist, gilt er der Roten Liste Deutschlands entsprechend als gefährdet (RL3-Status).

## Beschreibung

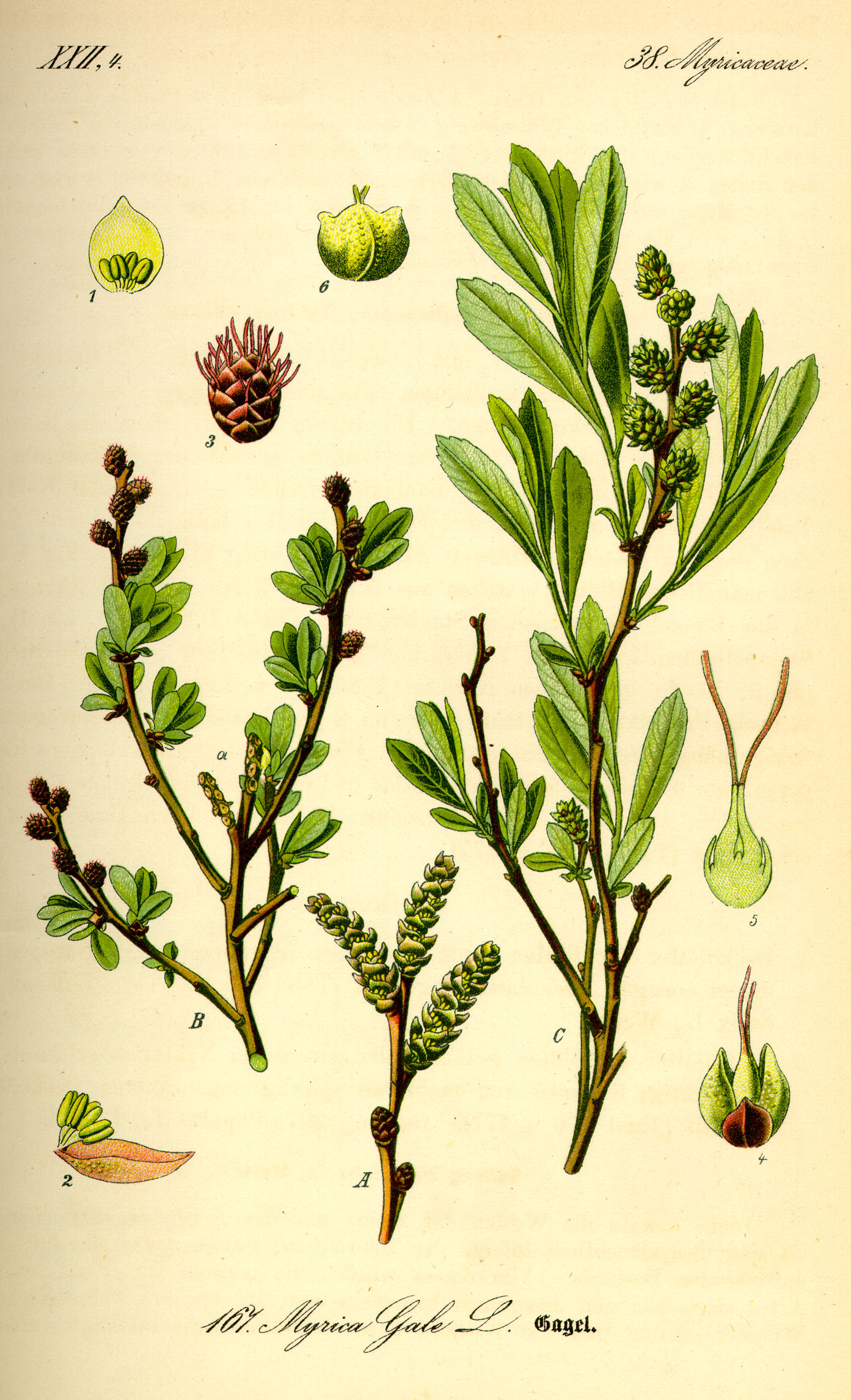
Illustration:
A) oben Männliche Blütenstände
3) Weiblicher Blütenstand
C) Fruchtstand

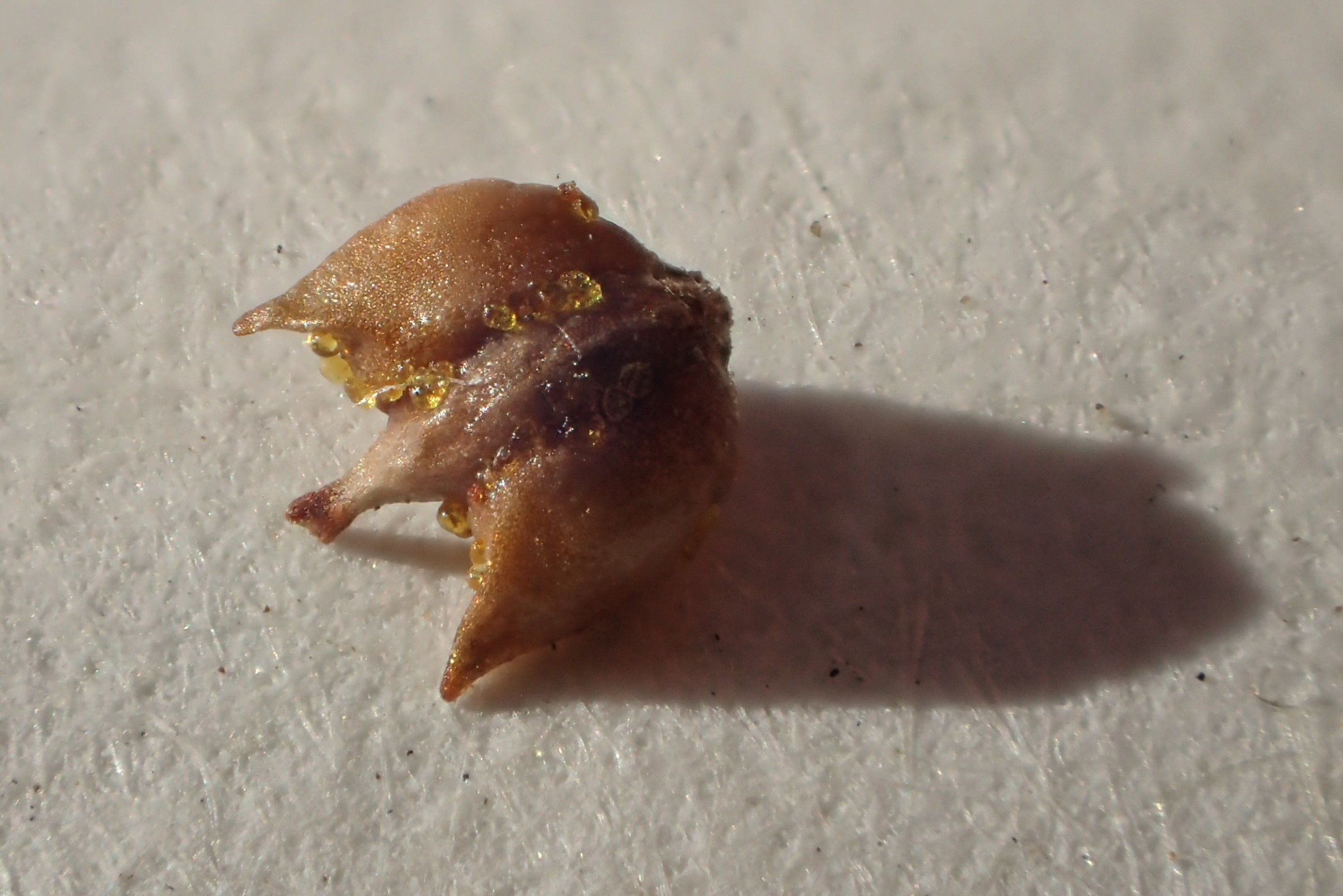
Frucht, man sieht seitlich die zwei aufgedunsenen, flügeligen Vorblätter

### Erscheinungsbild und Blatt
Der Gagelstrauch wächst als stark verzweigter, sommergrüner Strauch und erreicht Wuchshöhen von meist 0,5 bis 1,5 (0,3 bis 2) Meter. Die Rinde der Äste ist dunkelbraun und mit Drüsen besetzt.
Die an den Enden der Zweige gehäuft stehenden, wechselständigen, einfachen und drüsenbesetzten, kurz gestielten Laubblätter sind bei einer Länge von 2,5 bis fünf, selten bis zu sechs Zentimetern verkehrt-eiförmig mit keilförmiger und herablaufender Basis. Der kurze Blattstiel ist bis zu fünf Millimeter lang. Sie sind mehr oder weniger fein behaart, ledrig, ganzrandig bis im vorderen Teil gesägt und feinspitzig bis bespitzt oder spitz bis stumpf. Die Blattoberseite ist dunkelgrün und die Unterseite heller. Im Laufe des Sommers werden die Laubblätter ledrig.

### Blütenstand, Blüte und Frucht
Die Blütezeit reicht von April bis Mai. Der Gagelstrauch ist meist zweihäusig getrenntgeschlechtig (diözisch), es kommen aber auch einhäusige Pflanzen und sogar zwittrige Blüten vor. Auch können einzelne Pflanzen im Geschlecht wechseln. Die kleinen, eingeschlechtlichen und sitzenden Blüten ohne Blütenhülle erscheinen vor den Laubblättern in achselständigen Blütenständen. Die weiblichen Blüten, mit zwei Vorblättern und einem Tragblatt, stehen in sehr kurzen, dichten, rötlichen und die männlichen Blüten, mit nur einem Deckblatt, in etwas längeren, etwas lockereren und schmäleren, bräunlichen, zapfenförmigen Ähren, Kätzchen. Der kurze Griffel des oberständigen Fruchtknotens weist zwei relativ lange, rötliche Narbenäste auf. Die männlichen Blüten besitzen drei bis fünf sehr kurze Staubblätter mit rötlichen Antheren.
Die kleinen, trockenen, drüsigen und dreispitzigen, einsamigen, wachsigen Früchte, eine Nuss oder Steinfrucht mit Griffel- und Narbenresten sowie seitlich den zwei schwammigen, aufgedunsenen Vorblättern (Flügel), sind bis etwa 3,5 Millimeter groß.

### Chromosomensatz
Die Chromosomenzahl beträgt 2n = 48 (Europa) bis 2n = 96 (Nordamerika).

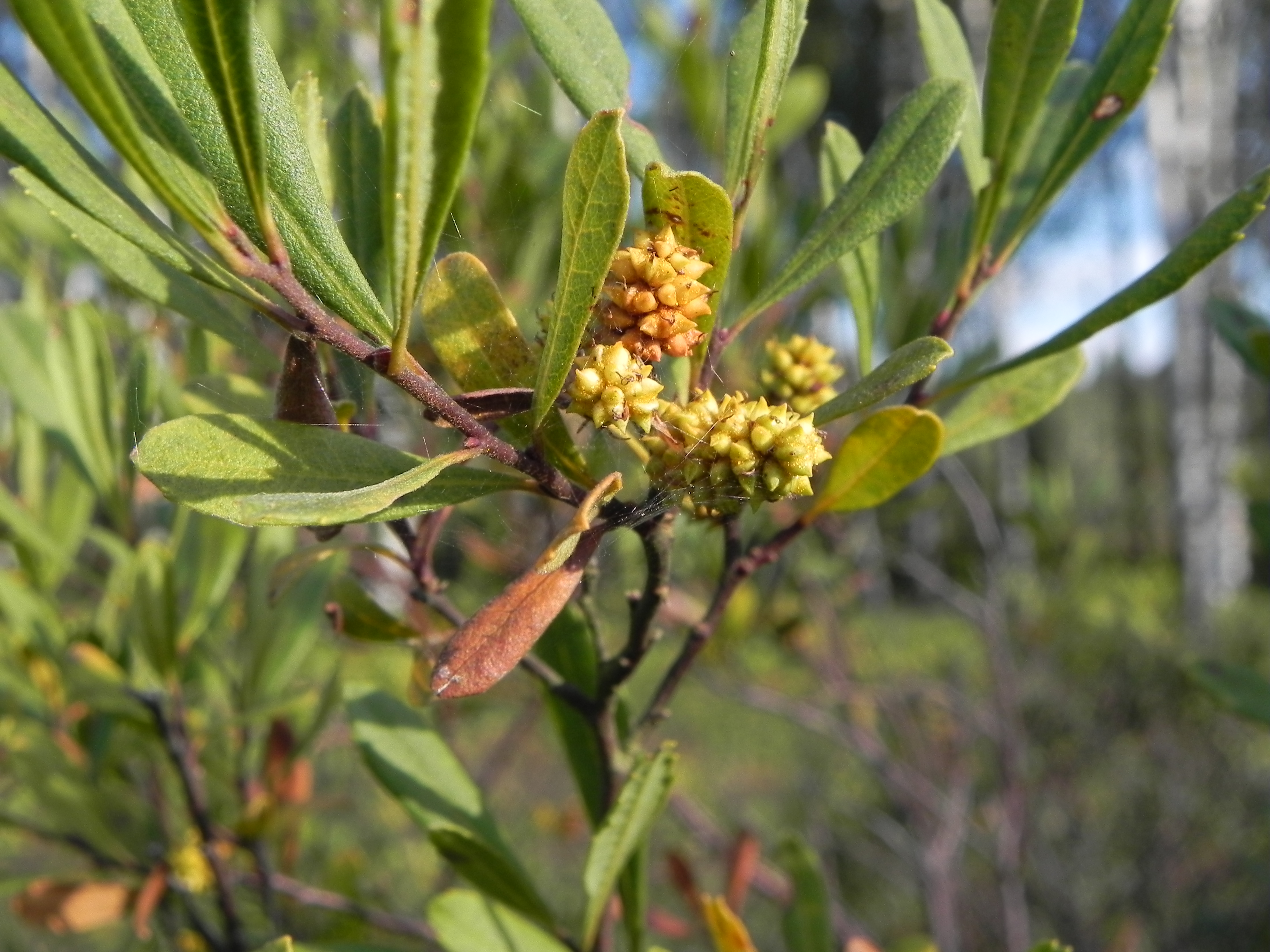
Gagelstrauch mit unreifen Früchten
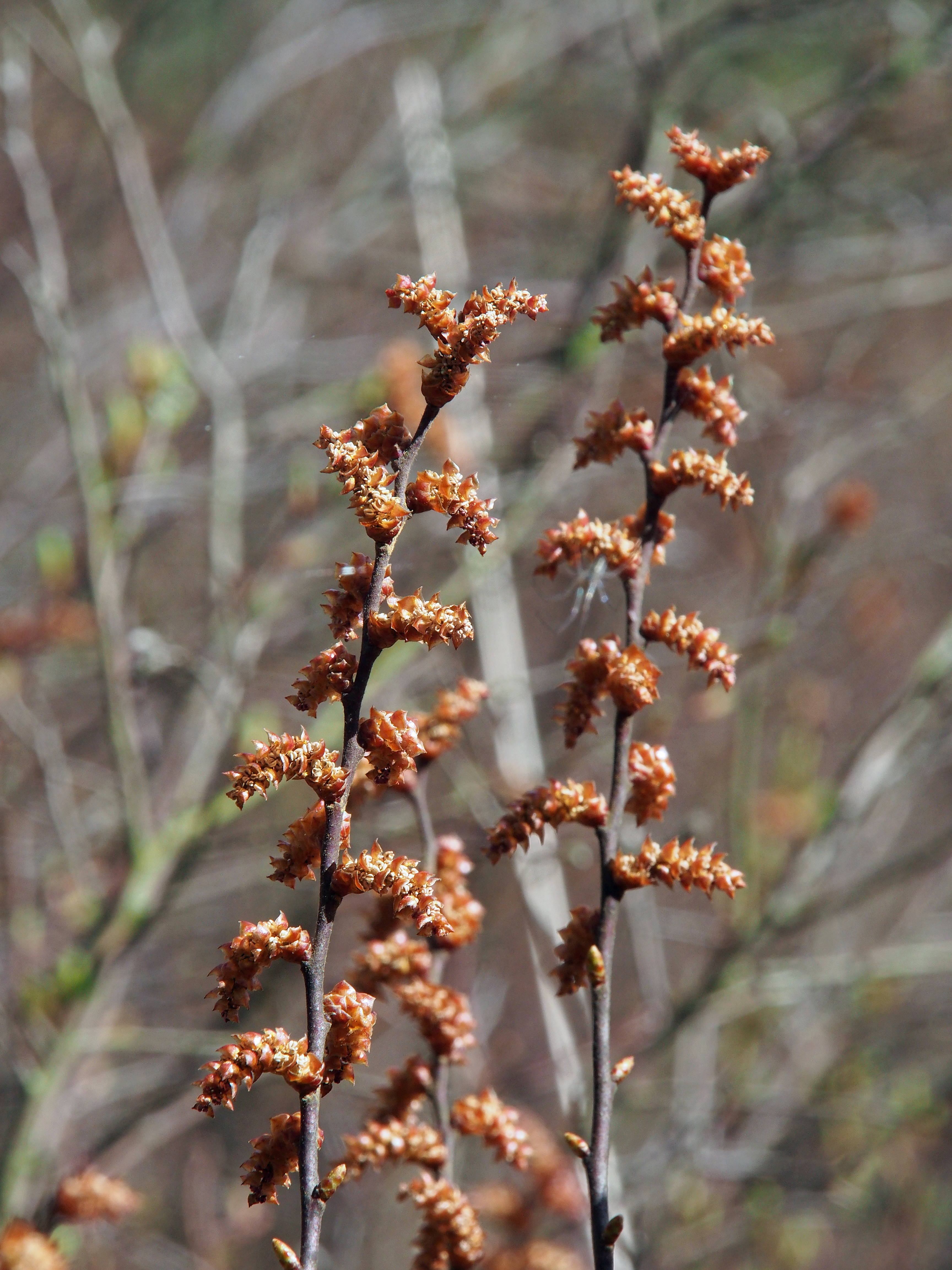
Blühender männlicher Gagelstrauch
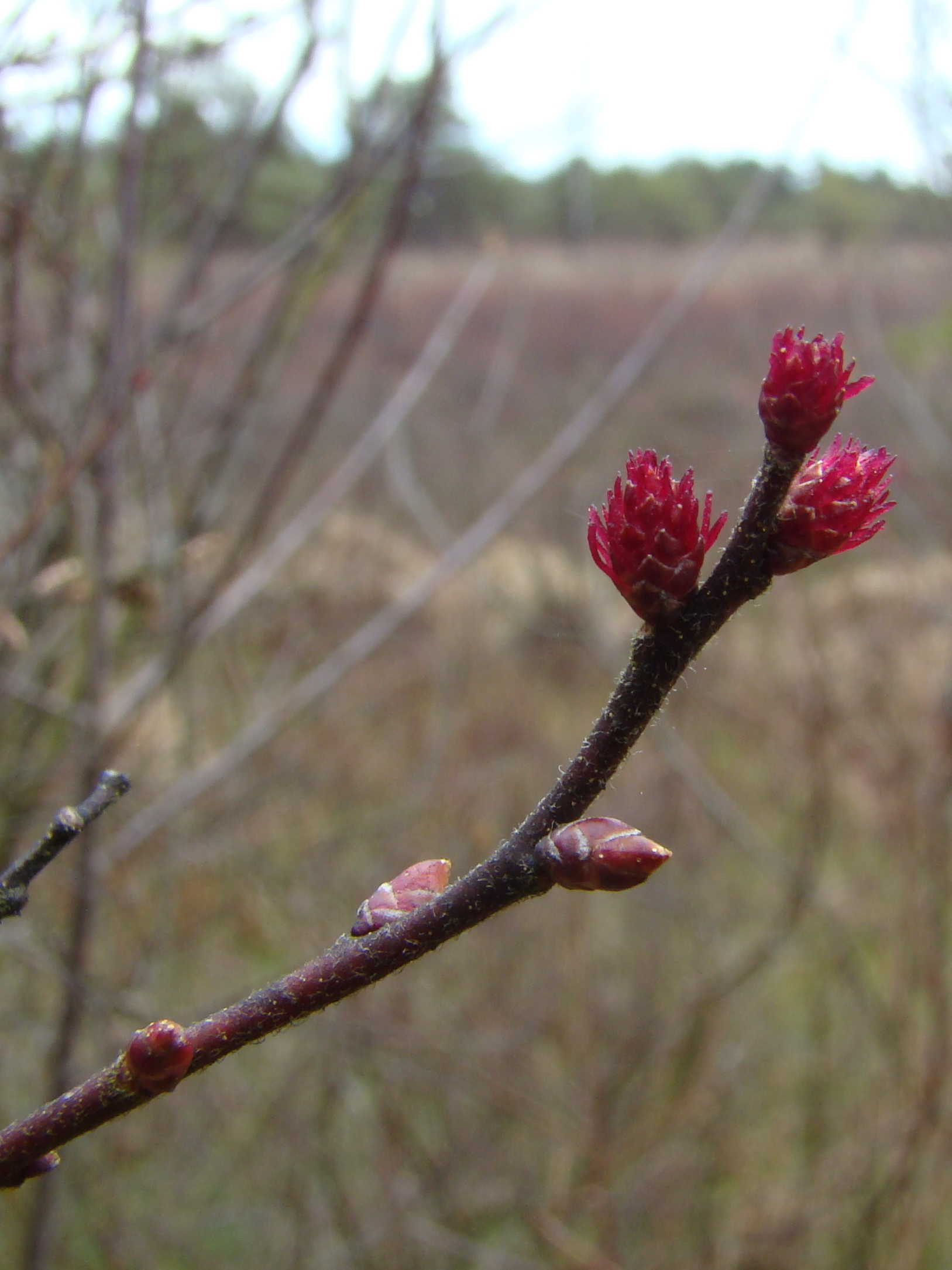
Blühender weiblicher Gagelstrauch
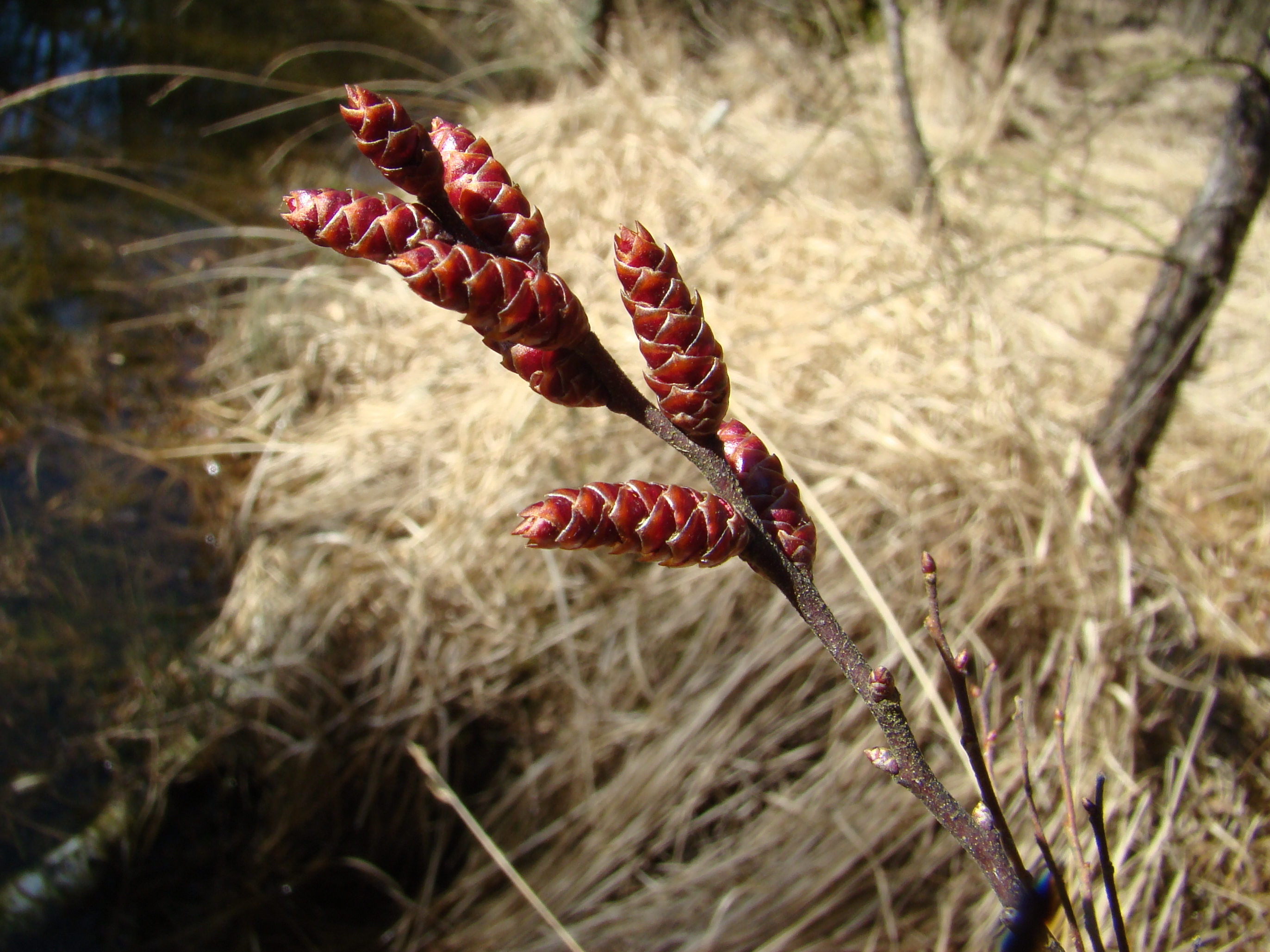
Zapfenförmige Blütenstände des männlichen Gagelstrauches
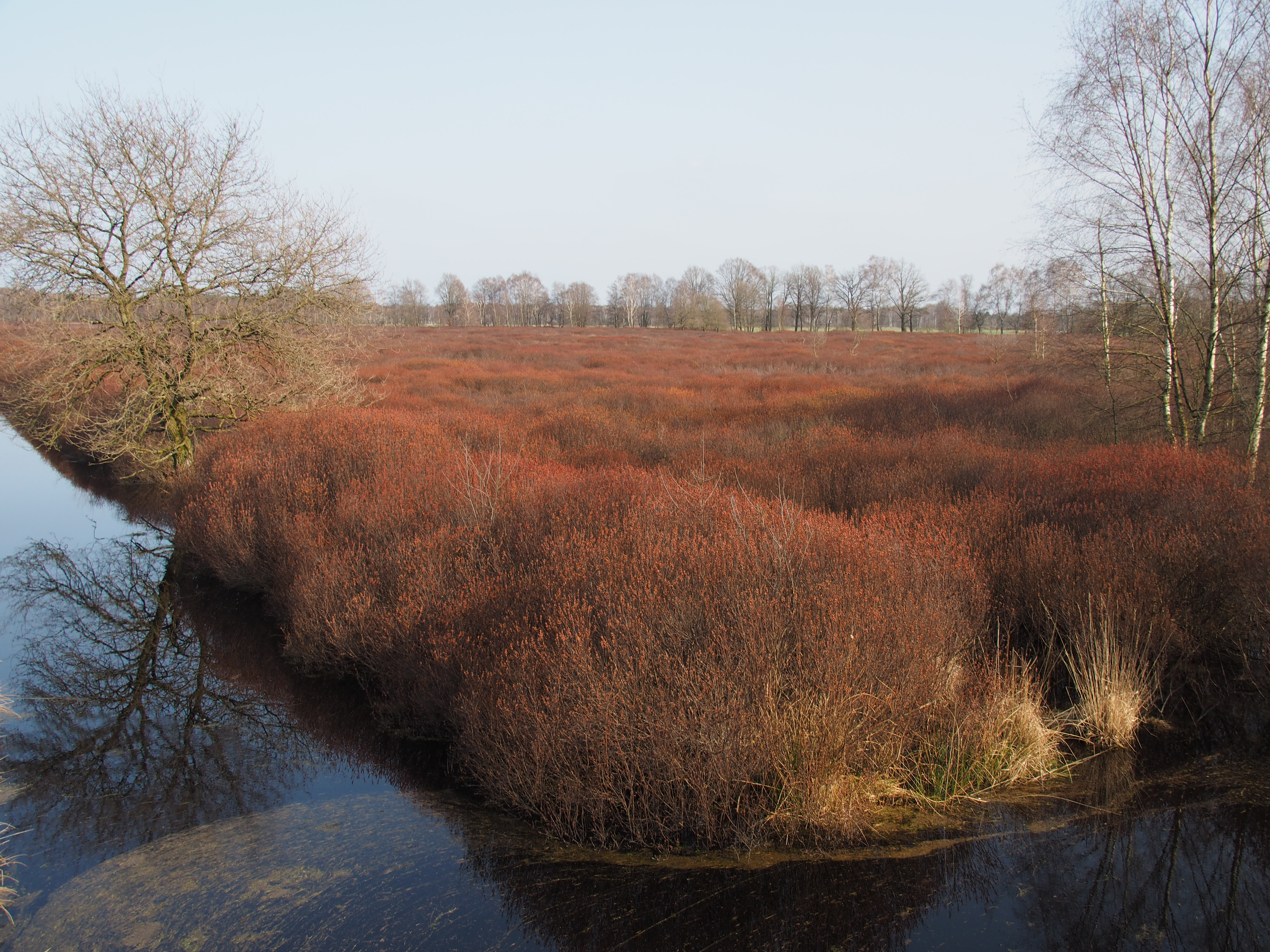
Gagelstrauchfläche im Ostenholzer Moor

## Ökologie und Inhaltsstoffe
Beim Moor-Gagel handelt es sich um einen mesomorphen, helomorphen Nanophanerophyten oder verholzenden Chamaephyten. Er vermehrt sich durch unterirdische Ausläufer.
Der Gagelstrauch ist dicht mit sitzenden, goldglänzenden Drüsen besetzt, die stark aromatisch duften und ätherische Öle absondern. Die Drüsen sondern ätherische Öle mit α-Pinen, D- und Y-Cadinen und Limonen ab. Die Laubblätter haben einen aromatisch bitteren Geschmack.
Seine Seitenwurzeln haben Verdickungen, denn der Gagelstrauch bildet mit dem Strahlenpilz Frankia alni eine Stickstoff-fixierende Wurzelsymbiose aus, die Aktinorrhiza. Frühere Angaben über das Vorkommen einer Mykorrhiza mit einem Pilzpartner wurden nicht bestätigt.
Die Bestäubung erfolgt durch den Wind (Anemophilie). Blütenökologisch handelt es sich um den „unbeweglichen Typ“.
Die Früchte sind klein mit einem Wachsüberzug und Speicherkeimblättern. Es sind Wind- und Tierstreuer; auch Flug- und Schwimmausbreitung kommen vor. Sie sind Kälte- und Lichtkeimer. Fruchtreife ist im September.
Die Raupen einiger polyphager Schmetterlingsarten nutzen den Gagelstrauch als Nahrungsquelle, darunter Heidespanner (Ematurga atomaria), Wolfsmilch-Rindeneule (Acronicta euphorbiae), Gagelstrauch-Moor-Holzeule (Lithophane lamda), Rotrandbär (Diacrisia sannio), die Wickler-Arten Acleris maccana, Acleris rufana, Archips betulana, Acleris lipsiana, Ditula angustiorana, Pammene luedersiana und Choristoneura lafauryana, die Knospenmotten-Art Argyresthia atlanticella, die Zwergwickler-Art Bucculatrix cidarella, die Blatttütenmotten-Art Caloptilia stigmatella, die Palpenmotten-Art Gnorimoschema bodillum und die Zwergminiermotten-Art Stigmella salicis. Recht viele dieser Arten fressen ansonsten nur an Weiden oder Heidekrautgewächsen, könnte man also auch als relativ oligophag ansehen.
Eine Käferart, die sich als Minierer in den Blättern entwickelt, ist die Springrüssler-Art Orchestes jota, die aber auch an Pappeln, Weiden, Erlen und Birken vorkommt.
Hauptwirkstoffe in den Blättern sind: 0,4–0,7 % ätherisches Öl, das bei 15 °C vollständig erstarrt, mit 17 % α-Pinen, 13 % δ- und γ-Cadinen, Limonen, β-Myrcen, α- und β-Phellandren, Cineol, Nerodiol, p-Cymen, α-Copaen, β-Caryophyllen, α-Terpineol, Guaja-3,7-dien.
In den Zweigen sind 0,08 % und in den Blütenständen 0,4–0,6 % ätherische Öle enthalten.
Die toxikologische Bewertung hat sich in den letzten Jahren gewandelt. In der älteren Literatur wird angegeben, dass alle Pflanzenteile giftig seien und dass vor allem die Blätter bei Verzehr Kopfweh und Schwindel bewirken könnten. Neuere Forschungen kommen dagegen zu dem Schluss, dass Gagel für den Einsatz in Lebensmitteln zu empfehlen sei. Eine Studie berichtet sogar von einer antimykotischen Wirkung.
Der in großen Mengen produzierte Pollen des Gagelstrauchs kann inhalativ eine allergische Rhinitis oder Konjunktivitis verursachen. Auffällig dabei ist die Antigengemeinschaft zu den Pollen von Erle und Haselnuss. Seit der Wiederzulassung des Gagelstrauches in der Floristik als Bindegrün für Ostersträuße sind auch dort wieder vermehrt allergische Reaktionen gemeldet worden.

## Volkstümliche Bezeichnungen
Für den Gagelstrauch existieren zahlreiche regionalspezifische und volkstümliche Bezeichnungen wie Bäckerbusch, Birtgenbertz, Borse, Flohkrut, Gerber-Myrthe, Grut, Mirtelbaum, Mirtelbon, Mirtelepoumahi, Mitrus, Myrtenheide, Noppenkraut, Portz, Rausch, Talgbusch, Torf-Öl-Myrte oder Waschbaum. In norddeutschen Gegenden wird der Gagelstrauch auch Beerpost, Kienpost, Porst, oder Post genannt. Dies kann an einer Ableitung aus den skandinavischen Namen liegen (z. B. dänisch porse, estnisch porss, norwegisch und schwedisch pors). Zahlreiche dieser Bezeichnungen sind jedoch irreführend, da der Name Porst oder Sumpfporst im botanischen Gebrauch der deutschen Sprache die Pflanze Rhododendron tomentosum (alte Bezeichnung Ledum palustre) bezeichnet.

Die Autoren alter Kräuter- und Arzneibücher verwendeten häufig die Bezeichnungen Mirtus, pors, Myrten, Rhus sylvestris oder Tamariscen.
Im Englischen bog myrtle übersetzt „Sumpfmyrte,“ oder der spanische Namen mirto holandés übersetzt „holländische Myrte“ und mirto de Brabante unter Bezug auf die belgische Provinz Brabant.

## Vorkommen und Gefährdung
Da Myrica gale sowohl in Ostasien, Nordamerika und Nordwesteuropa vorkommt und als heimisch gilt, kann man davon ausgehen, dass sich die Art bereits vor dem Auseinanderbrechen von Laurasia in Eurasia und Nordamerika entwickelt hat.
In Europa kommt die Art vor allem in den küstennahen (niederschlagsreichen) Gebieten Irlands, Großbritanniens, Belgiens, der Niederlande, Dänemarks, Polens, Südwestnorwegens sowie Süd- und Mittelschwedens vor. Auch In Deutschland ist er auf Bereiche mit atlantischem Klima beschränkt. Sein Vorkommen reicht bis ins Niederrheinische Tiefland, die Westfälische Bucht (Münsterland, Senne), das nördliche Niedersachsen, das westliche Schleswig-Holstein, Mecklenburg-Vorpommern und die Niederlausitz. Auf den Ostfriesischen Inseln kommt der Gagelstrauch heute nur noch auf Spiekeroog vor. Auf Juist wurde er einst gepflanzt.
Der Gagelstrauch wächst vorwiegend an den Rändern von Mooren und feuchten Heiden des atlantischen Klimabereichs. Er ist eine (Assoziations-)Charakterart des Myricetum gale (Gagelstrauch-Gebüsch) aus dem Verband Salicion cinereae (Niedermoorgebüsche).
Größere Gagelstrauchbestände finden sich in Mitteleuropa heute fast nur noch in geschützten Feuchtgebieten. Der Gagelstrauch ist vor allem durch die Eutrophierung, Trockenlegung und durch Beschattung seiner Standorte stark gefährdet und die langfristigen Bestandtrends sind stark rückläufig. Daher wird der Gagelstrauch auch auf der Roten Liste Deutschlands als gefährdet (RL3) gelistet (Stand 2018). Daneben ist die Assoziation der Gagelstrauch-Gebüsche auf der Roten Liste der Pflanzengesellschaften Deutschlands als stark gefährdet (RL2) gelistet (Stand 2002).

## Nutzung

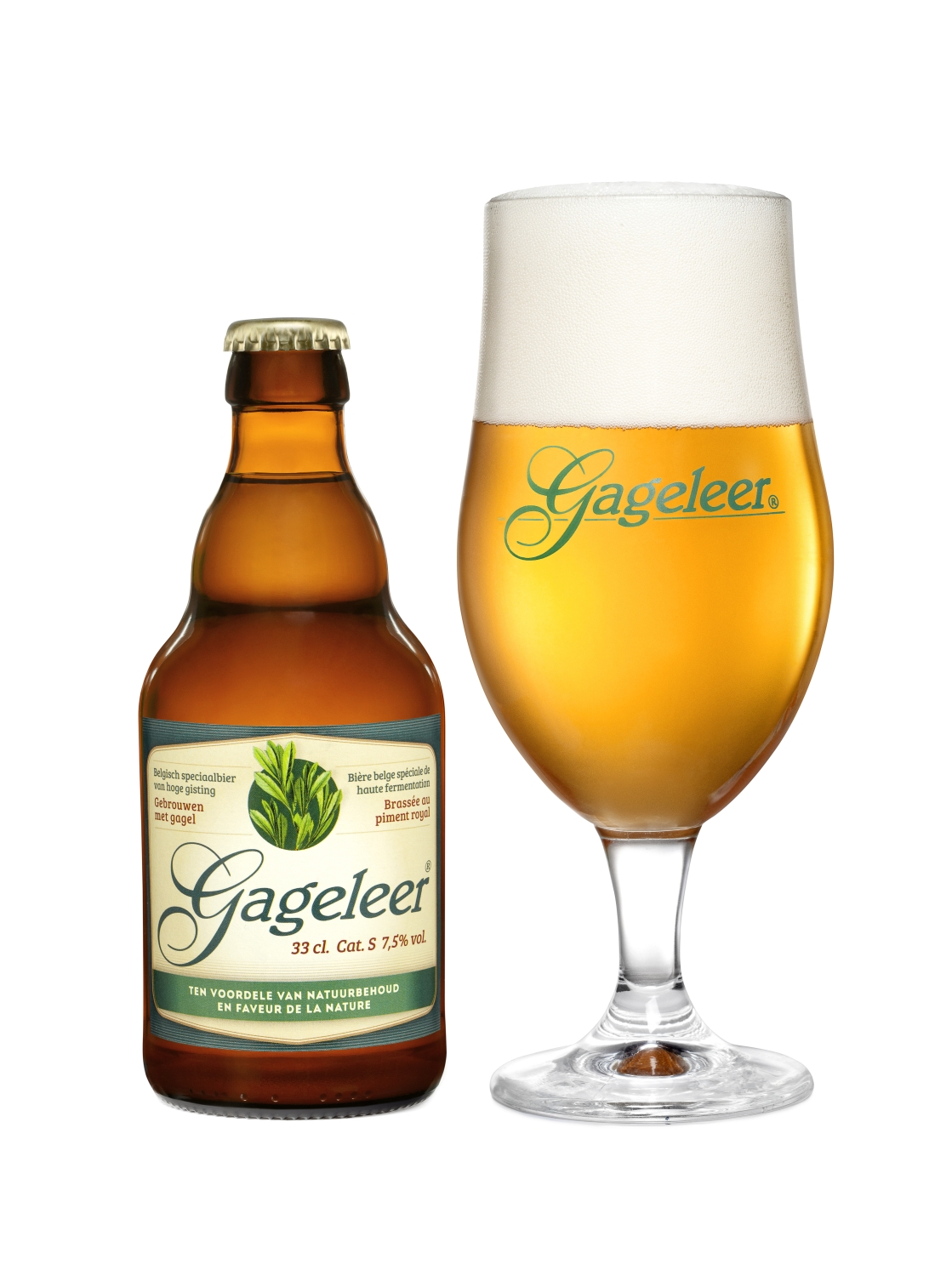
Das mit Gagel gebraute Biobier Gageleer

### Verwendung als Lebensmittel
Der Gagelstrauch wurde in Nordwesteuropa schon früh zum Bierbrauen verwendet. Analysen von Resten aus einem Trinkgefäß, das der Bestattung des Mädchens von Egtved mitgegeben wurde, ergab, dass hier Bier unter Verwendung des Gagel gewürzt mit Wacholder-, Preisel- und Moosbeeren sowie Birken- und Kiefernharzen vermischt mit Met aus Wildblütenhonig schon um 1400 v. Chr. getrunken wurde. Ab etwa 1100 v. Chr. wurde das Getränk auch mit Wein vermischt.
Die Firma Dogfish Head (aus den USA) hat 2012 dänische Rückstände in Kooperation mit dem Biomolekular-Archäologen Patrick McGovern vom University of Pennsylvania Museum of Archaeology and Anthropology in Proben aus Nandrup, Kostræde und Juellinge sowie Havor auf Gotland analysiert und anhand dessen diesen „nordischen Grog“ nachgebraut. 2014 wurde das Getränk unter dem Namen Kvasir – benannt nach dem Mythos von Kvasir, der aus göttlicher Spucke entstand – auf den Markt gebracht.
Derartig tiefgehende Untersuchungen sind in der europäischen Tiefebene bisher noch nicht gemacht worden, aber Handelswege machen ein solches Gebräu in ganz Nord- und Mitteleuropa wahrscheinlich.
Aufgrund von archäologischen Funden im Gebiet der Rheinmündung kann angenommen werden, dass Gagel dort zur Zeit Christi Geburt ebenfalls zum Bierbrauen verwendet wurde.
Nach der am Niederrhein üblichen Bezeichnung für den Gagelstrauch, Grut, werden solche Biere auch Grutbiere genannt. Diese waren bis in das 15. Jahrhundert weit verbreitet. Die Bierbrauer, die damit arbeiteten, nannte man früher Gruter, wovon sich viele ähnliche Familiennamen wie Greuter, Gruyter, Grüter usw. herleiten. Auch heute gibt es noch bzw. wieder „Gagelbiere“.
Das aromatische ätherische Öl war und ist Bestandteil von Kräuterlikören. In Dänemark, vor allem in Jütland, wo der Strauch noch recht häufig vorkommt, bilden die Zweige des Gagelstrauchs den entscheidenden Bestandteil des wegen seiner Mildheit beliebten Gagel-Schnapses (Porsesnaps). Außerdem braut die dänische Brauerei Thisted Bryghus zwei Gagelbiere mit den Namen Porse Guld und Sweet Gale (Sweetgale ist der Englische Name für Gagel).
Die Haarlemsche Brauerei Jopen aus den Niederlanden, die auf Biere mittelalterlicher Art spezialisiert ist, braut ein Gagelbier namens „Koyt gruitbier“.

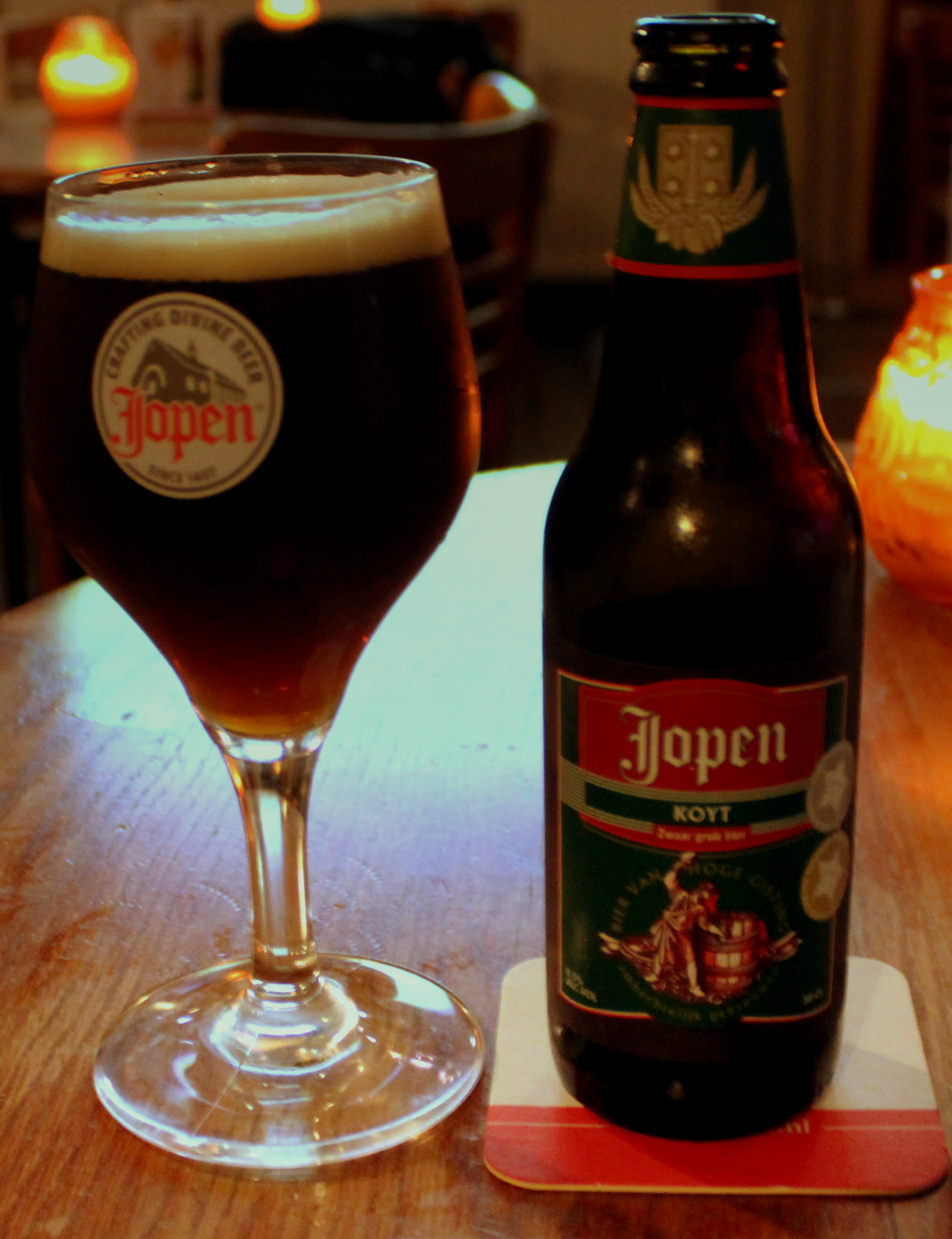
Niederländisches Gruitbier

Die getrockneten Blätter können als Gewürz oder als Tee genutzt werden, die frischen Blätter können in Suppen und Eintöpfen mitgekocht werden.

### Sonstige Verwendung
Er fand auch als Gerberpflanze und als insektenvertreibendes Mittel Anwendung. Die Wurzeln und Rinde wurden zum Gerben von Kälberhäuten verwendet, und wenn sie im Herbst geerntet wurden, färbte man damit Wolle gelb.
Aus der Fruchthülle wird ein Wachs (Myrten-, Lorbeerwachs, Grünes Wachs) gewonnen; es ist ähnlich wie jenes von Myrica cerifera.
Sein würziges, teils rauchig-erdiges und leicht mit dem Aroma von Lorbeerblättern vergleichbares duftendes Öl wird auch gerne in der Parfumherstellung verwendet.
Der Pflanze wurde früher eine Wirkung gegen Zahnfleischerkrankungen zugeschrieben.

## Literarische Bedeutung
Der Dichter Hermann Löns widmete dem Strauch und seiner Zurückdrängung in Kulturlandschaften eine ausführliche Schilderung. Sie erschien im Sammelband Mein buntes Buch und trägt den Titel Der Porst.
Im Roman Patschel des niederrheinischen Schriftstellers Heinrich Malzkorn wird der Gagelstrauch als Symbol für die in den 1930er Jahren noch intakte Pflanzenwelt entlang der Schwalm wiederholt erwähnt.